# 성생활

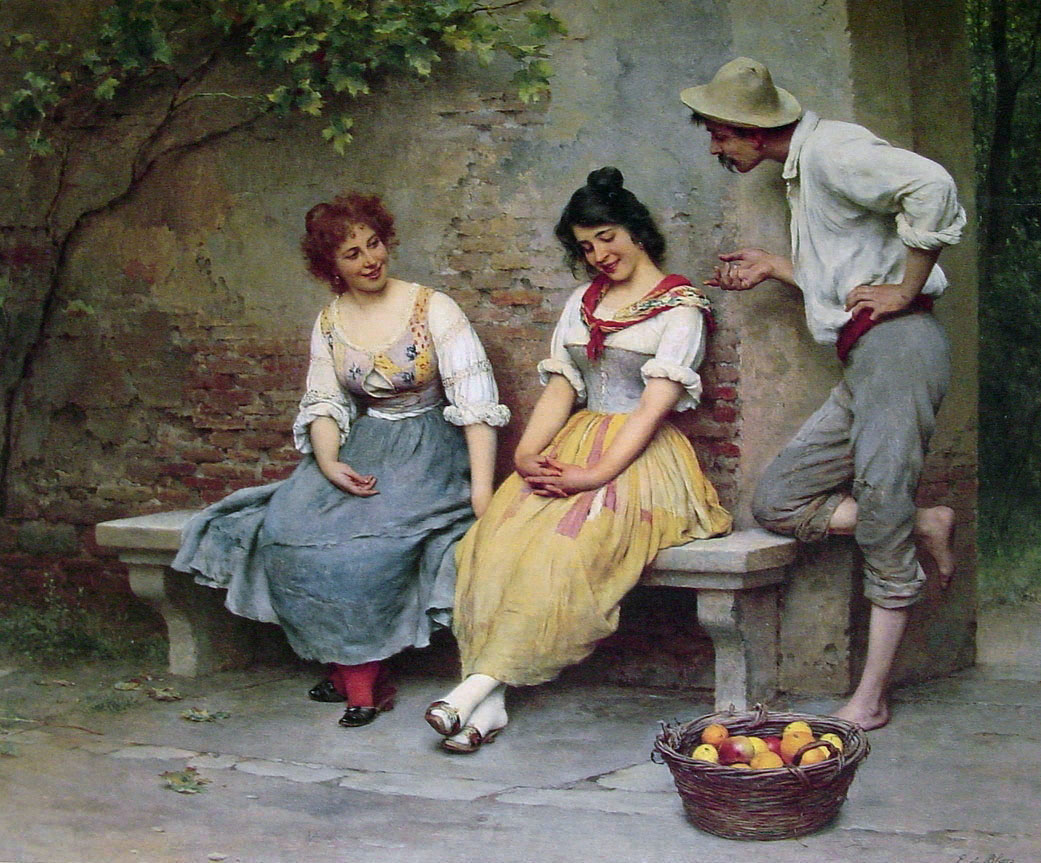
유진 드 브라스 작품 〈바람둥이〉- 유화 판넬

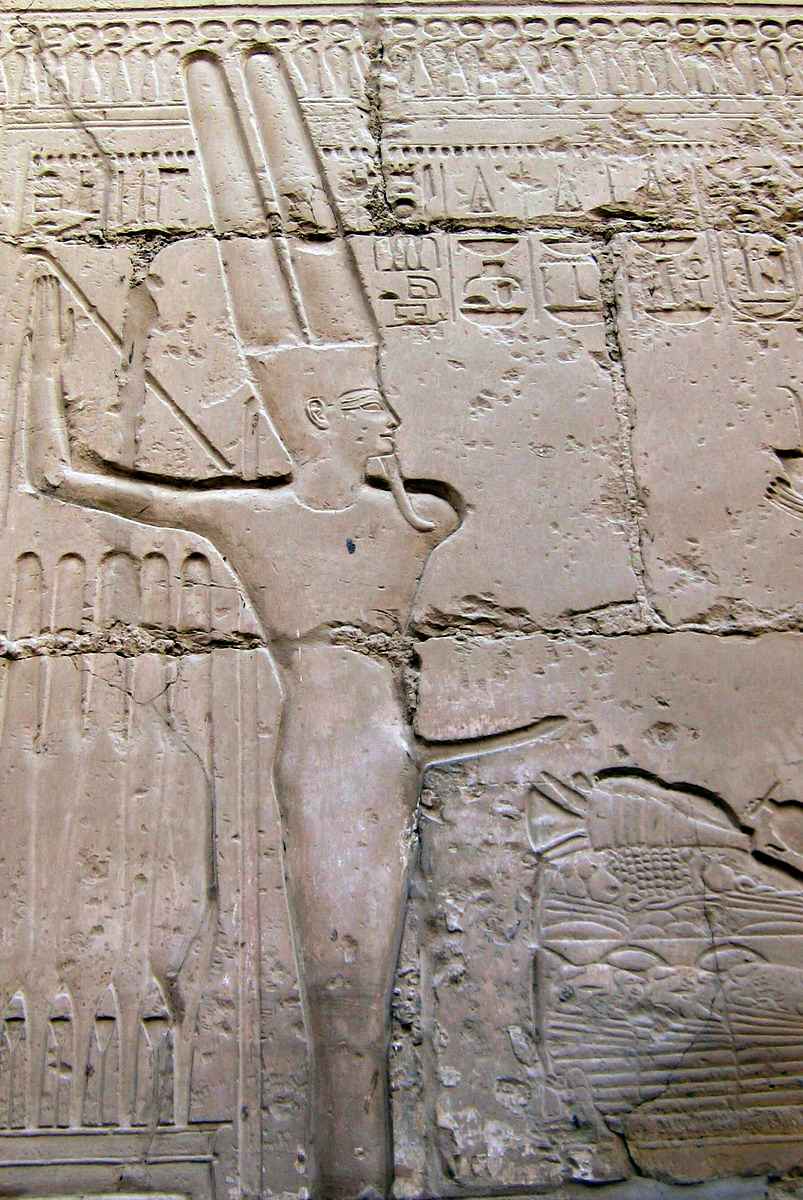
고대 이집트 출산의 신 부조

성생활(性生活)은 두 사람 사이에 성적인 관계를 가지는 생활 상태로, 서로의 느낌을 말과 성적인 행동을 통하여 애정을 나누고 즐거움을 추구하는 행위를 말한다.
성욕과 성행위는 인간의 가장 기본적인 욕구이며 본능적 행위이다. 성욕을 통해서 인간은 번식을 할 수 있고, 성행위를 통해 인간의 기본적 욕구와 생명의 동기가 충족될 수 있다. 남녀 관계에서 이런 성욕과 성 행위가 사회적, 법적, 도덕적으로 인정되고 허락되며 권장되는 관계는 결혼을 매개로 한 부부 관계이다. 결혼을 통해서 인간은 사랑을 실현하고, 경제적, 정서적 안정을 얻으며 배우자와 자녀를 얻고, 성적 만족과 보호받고자 하는 욕구가 충족된다. 이처럼 인간이 결혼을 하고자 하는 목적 중에는 성적 만족을 위한 부분이 있으며, 부부간 성생활은 개인의 행복을 측정하는 지표 중의 하나이다. 성 욕구와 성 만족, 성 본능은 인간의 가장 기본적인 요소들이며, 부부 관계에 있어서 중요한 부분을 차지하고 있다.
성행위는 사랑의 대화이므로 부부간의 의사소통을 통해 상대의 욕구와 바램을 확인하고 충족함으로써 성 만족도가 향상될 수 있다. 성 만족의 부조화는 남녀가 서로의 신체적, 심리적 차이를 이해하지 못하는 데에 있으므로, 건전하고 정확한 성 지식으로 상대에 대한 이해의 폭을 넓히고 성 만족도를 향상시킬 수 있다.
인간의 성생활은 성욕, 생식, 애정이라는 3가지 요소가 복합적으로 이루어진 것으로, 성을 매개로 하여 이루어지는 모든 활동을 일컫는다. 성적 활동을 통해 생명의 탄생에 관여하기도 하고 인간을 부부로, 부모로, 연인으로 만드는 경험과 관련이 되어 있는 인간의 삶에서 매우 중요한 가치의 원천이며 심리적 행동을 포함하고 있어 심리적 위안과, 운동과 질병 치유에 긍정적인 역할을 한다.
이러한 성생활은 삶에 대한 자신감을 주며, 사회 소속감과 유용감을 얻게 하는 등 정신적인 만족감을 얻는 데 기여하는 기본 인권이며, 신체적, 정서적, 사회적 차원의 기본적 욕구이자 친밀성의 교류를 통해 존재의미와 자아발전과 연결되는 근원적이며 창조적인 힘으로 작용한다. 성적 존재로서의 자기표현이고 경험이며 몸과 마음의 상태이고 인격의 매우 중요한 부분이기 때문에 성생활은 생물학적인 부분 뿐만 아니라 심리적, 사회적, 문화적으로 인간의 모든 측면과 관계가 있으며 인간의 전체적인 면을 포괄적으로 반영한다.
성생활이란 성교와 같이 성행위로만 국한되는 경향이 아니라 모든 유형의 성적 관계를 포함하는 포괄적 개념으로 인간관계 속의 사랑, 성적인 공유, 친밀감, 접촉을 통해 얻은 여러 가지 느낌을 포함한다.

## 같이 보기
- 혼인
- 피임
- 성교